# Dale Midkiff
Dale Alan Midkiff (ur. 1 lipca 1959 r. w Chance, w hrabstwie Somerset, w stanie Maryland, USA) – amerykański aktor filmowy.

## Filmografia

### Filmy fabularne
- 1985: Streetwalkin' jako Duke
- 1988: Swoboda seksualna? (Casual Sex?) jako atrakcyjny nieznajomy
- 1989: Smętarz dla zwierzaków (Pet Sematary) jako Louis Creed
- 1991: Grzechy matki (Sins of the Mother) jako Kevin Coe
- 1991: Szantaż (Blackmail) jako Scott Mayfield
- 1992: Eliksir miłości (Love Potion No. 9) jako Gary Logan
- 2000: Buddy, pies na gole (Air Bud: World Pup) jako dr Patrick Sullivan
- 2000: Kruk 3: Zbawienie (The Crow: Salvation) jako Vincent Erlich
- 2003: Miłość przychodzi powoli (Love Comes Softly) jako Clark Davis
- 2008: 2012: Koniec świata (2012: Doomsday) jako dr Frank Richards

### Seriale TV
- 1989: Dream Street jako Denis DeBeau
- 1993: W pułapce czasu (Time Trax) jako Darien Lambert
- 1994: Sweet Justice jako Alex Boudreau
- 1998: Siedmiu wspaniałych (The Magnificent Seven) jako Buck Wilmington
- 2001: CSI: Kryminalne zagadki Las Vegas (CSI: Crime Scene Investigation) jako prof. Robert Woodbury
- 2005: Bez śladu (Without a Trace) jako Eddie Ferguson
- 2006: Jordan w akcji (Jordan) jako Jerry Miller
- 2007: CSI: Kryminalne zagadki Miami (CSI: Miami) jako Doug McClain
- 2007: Dexter jako pan Wilson
- 2009: Zabójcze umysły (Criminal Minds) jako Gil Bonner
- 2009: Magia kłamstwa (Lie to me) jako Samuel Wynn